# Chase the Cat
Albums de Too $hort
You Nasty
(2000) What's My Favorite Word?
(2002)
Chase the Cat est le dixième album studio de Too $hort, sorti le 20 novembre 2001.
L'album s'est classé 14e au Top R&B/Hip-Hop Albums et 71e au Billboard 200.

## Liste des titres
| No  | Titre                                                              | Contient un (des) sample(s) de                                                        | Durée |
| --- | ------------------------------------------------------------------ | ------------------------------------------------------------------------------------- | ----- |
| 1.  | Keep Fuckin' Me                                                    | Just Be Good to Me du S.O.S. Band                                                     | 3:30  |
| 2.  | I Luv (featuring Trick Daddy, Scarface et Daz Dillinger)           |                                                                                       | 3:47  |
| 3.  | Late Night Creep (featuring Jazze Pha, Murda et Packy)             |                                                                                       | 4:27  |
| 4.  | These Are the Tales                                                | Freaky Tales de Too $hort                                                             | 4:41  |
| 5.  | This Is How We Eat (featuring Tha Eastsidaz, Big Tigger et Kokane) |                                                                                       | 4:45  |
| 6.  | Candy Paint (featuring MC Breed)                                   |                                                                                       | 4:42  |
| 7.  | Fire (featuring Erick Sermon)                                      |                                                                                       | 3:56  |
| 8.  | Can I Hit It                                                       |                                                                                       | 3:01  |
| 9.  | Chase the Cat (featuring Dolla Will)                               | Atomic Dog de George Clinton                                                          | 3:41  |
| 10. | Looking for a Baller (featuring Jazze Pha)                         | Don't Look Any Further de Dennis Edwards featuring Siedah Garrett                     | 3:54  |
| 11. | Pimpin Ken (Interlude)                                             |                                                                                       | 1:31  |
| 12. | Domestic Violence (featuring Butch Cassidy et E-40)                |                                                                                       | 4:11  |
| 13. | Player for Life                                                    | Skin I'm In de Cameo                                                                  | 3:32  |
| 14. | Analyze the Game                                                   |                                                                                       | 3:34  |
| 15. | Talkin' Shit (featuring B-Legit et Ant Banks)                      | Dope Fiend Beat de Too $hort The Bitch Sucks Dick de Too $hort CussWords de Too $hort | 4:52  |
| 16. | U Stank (featuring George Clinton et Baby DC)                      |                                                                                       | 5:56  |
| 17. | Don't Ever Give Up                                                 |                                                                                       | 4:15  |